# Galsinc
Galsinc (horvátul: Gašinci, németül: Gaschinzi) falu Horvátországban, Eszék-Baranya megyében. Közigazgatásilag Szatnicához tartozik.

## Fekvése
Eszéktől légvonalban 37, közúton 55 km-re délnyugatra, Diakovártól légvonalban 8, közúton 12 km-re északnyugatra, községközpontjától 5 km-re délnyugatra, Szlavónia középső részén, a Dilj-hegység északkeleti lejtőin, a Kaznica-patak mentén fekszik.

## Története
Galsinc története során két részben fejlődött, mert a falut átszeli a Kaznica-patak és a déli rész régebbi, mint az északi. A települést már 1428-ban említik „Galsynch” alakban. 1474-ben „Gawsincz” néven említik. A szelcei kerület része, Névna várának tartozéka volt. A név a szláv Galša személynévből ered. A török 1536-ban szállta meg és 150 évi uralma után 19 lakott háza maradt. Akkoriban még nagy kiterjedésű erdők (a Matošića gaj, a Ćurića gaj, a Kozji trt és a Kunkovica) vették körül a falut. Lakói a 18. század elején szőlőtermesztéssel kezdtek foglalkozni. A legnagyobb szőlőültetvények a Paljevina és a Latuševac nevű hegyeken voltak. A lakosság száma a század folyamán tovább nőtt, 1758-ban már 48 ház állt itt. A 19. század elejére a járványok és az elvándorlás miatt a növekedés megtorpant.
Az első katonai felmérés térképén „Gasincze” néven található. Lipszky János 1808-ban Budán kiadott repertóriumában „Gachische” néven szerepel. Nagy Lajos 1829-ben kiadott művében „Gachische” néven 73 házzal, 39 katolikus és 397 ortodox vallású lakossal találjuk. A 19. század végén az elvándorolt horvátok helyére főként Bácskából nagyszámú német, magyar és cseh lakosság telepedett le.
A településnek 1857-ben 767, 1910-ben 1196 lakosa volt. Verőce vármegye Diakovári járásának része volt. Az 1910-es népszámlálás adatai szerint lakosságának 54%-a német, 38%-a horvát, 4%-a magyar, 3%-a cseh anyanyelvű volt. Az első világháború után 1918-ban az új szerb-horvát-szlovén állam, majd később (1929-ben) Jugoszlávia része lett. A partizánok 1944-ben elüldözték a német lakosságot, a helyükre a háború után horvátok települtek. 1991-től a független Horvátországhoz tartozik. 1991-ben lakosságának 98%-a horvát nemzetiségű volt. 2011-ben a falunak 691 lakosa volt.

## Lakossága
| Lakosság változása | Lakosság változása | Lakosság változása | Lakosság változása | Lakosság változása | Lakosság változása | Lakosság változása | Lakosság változása | Lakosság változása | Lakosság változása | Lakosság változása | Lakosság változása | Lakosság változása | Lakosság változása | Lakosság változása | Lakosság változása |
| ------------------ | ------------------ | ------------------ | ------------------ | ------------------ | ------------------ | ------------------ | ------------------ | ------------------ | ------------------ | ------------------ | ------------------ | ------------------ | ------------------ | ------------------ | ------------------ |
| 1857               | 1869               | 1880               | 1890               | 1900               | 1910               | 1921               | 1931               | 1948               | 1953               | 1961               | 1971               | 1981               | 1991               | 2001               | 2011               |
| 767                | 833                | 783                | 899                | 1.108              | 1.196              | 1.187              | 1.272              | 1.216              | 1.149              | 1.097              | 1.069              | 934                | 893                | 849                | 691                |

## Nevezetességei
- Szent Máté apostol tiszteletére szentelt római katolikus plébániatemploma a szatnicai Szent Rókus plébánia filiája.
- A falu határában 3263 hektáron a horvát hadsereg gyakorlótere működik.

## Kultúra
A KUD „Ledina” Gašinci kulturális és művészeti egyesület 1997 óta működik. Az egyesületet folklórkedvelők egy csoportjának kezdeményezésére alapították, akik a fiatalokat az elődök kulturális örökségének és szokásainak iránti szeretetre akarták nevelni. Az egyesületnek mintegy 80 aktív tagja van, akik 5 szekcióban működnek: a gyermek folklór, serdülő folklór, felnőtt folklór, gyermek tambura és felnőtt tambura szekciókban. Az egyesület minden évben megrendezi a „Kolo na ledini” folklórszemlét.

## Oktatás
A településen a szatnicai általános iskola területi iskolája működik.

## Sport
Az NK HOŠK Gašinci labdarúgóklubot 1976-ban alapították. A megyei 2. ligában szerepel.

## Egyesületek
A DVD Gašinci önkéntes tűzoltóegyesületet 1951-ben alapították. A tűzoltószerházat 1952-ben építették. Az egyesületnek 72 aktív és 20 támogató tagja van.